# 中国2010年上海世界博览会乌兹别克斯坦馆
2010年上海世界博览会乌兹别克斯坦馆是在2010年上海世博会中代表乌兹别克斯坦的展馆。乌兹别克斯坦馆采用波浪形镜面结构建造，展馆主题为文明的交汇。